# Tsutomu Kondō
Tsutomu Kondō (jap. 近藤務 Kondō Tsutomu) - japoński zapaśnik w stylu klasycznym. Dwukrotny uczestnik mistrzostw świata, ósmy w 1987. Brązowy medal na igrzyskach azjatyckich w 1986, piąty w 1990. Złoty medal na mistrzostwach Azji w 1989.